# Osananajimi ga Zettai ni Makenai Love Comedy
Osananajimi ga Zettai ni Makenai Love Comedy (幼なじみが絶対に負けないラブコメ Osananajimi ga Zettai ni Makenai Rabu Kome?, lit. Una comedia romántica en la que nunca entregare a mi amigo de la infancia), en inglés Romcom Where The Childhood Friend Won't Lose, también conocida como OsaMake (おさまけ?), es una serie de novelas ligeras japonesa escrita por Shūichi Nimaru e ilustrada por Ui Shigure. La editorial ASCII Media Works ha publicado hasta el momento diez volúmenes desde el 8 de junio de 2019 bajo su sello Dengeki Bunko. 
Una adaptación a manga ilustrada por Ryō Itō se ha serializado en la revista Gekkan Comic Alive de la editorial Media Factory desde el 27 de noviembre de 2019, y ha sido compilada en cuatro volúmenes tankōbon. Un manga spin-off con ilustraciones de Mutsumi Aoki titulado Osananajimi ga Zettai ni Makenai Love Come: Otonari no Yon-shimai ga Zettai ni Honobono suru Nichijō comenzó a serializarse en la misma revista el 27 de enero de 2021, y hasta el momento se ha recopilado en dos volúmenes tankōbon.
Una adaptación a serie de anime producida por el estudio Doga Kobo, se emitió del 14 de abril al 30 de junio de 2021.

## Sinopsis
Sueharu Maru es un chico de secundaria de diecisiete años que nunca ha tenido novia. Vive al lado de su amiga de la infancia Kuroha Shida, una chica pequeña y linda del tipo Onee-san con un carácter extrovertido. Un día, Kuroha se le confiesa a Sueharu, pero él la rechaza; Sueharu solo tiene ojos para su primer amor, Shirokusa Kachi, que es una hermosa idol y una autora galardonado en la escuela. Shirokusa es indiferente a todos los chicos en la escuela excepto a Sueharu, lo que hace que Sueharu piense que él podría tener una oportunidad. Cuando Sueharu decide confesar sus sentimientos, se siente devastado al descubrir que Shirokusa ya tiene novio. Kuroha se acerca a Sueharu y le ofrece ayudarlo a vengarse de Shirokusa y su novio.

## Personajes
Sueharu Maru (丸 末晴 Maru Sueharu?)
 Seiyū: Yoshitsugu Matsuoka
El protagonista principal de la serie y ex actor infantil. Está traumatizado por la muerte de su madre y deja de actuar en la cima de su fama, convirtiéndose en un estudiante regular de secundaria al comienzo de la serie. A pesar de su destreza en la actuación, es fácil de leer y es relativamente ingenuo cuando se trata de romance, lo que lo hace muy susceptible a las burlas del sexo opuesto. Sueharu puede ser un poco pervertido, ya que le llaman la atención a chicas con enormes senos, especialmente Rena y Midori. Kuroha y sus hermanas lo apodan Haru, mientras que Shirokusa lo llama Suu-chan
Kuroha Shida (志田 黒羽 Shida Kuroha?)
 Seiyū: Inori Minase (comercial de 2019 y 2020 y anime)
La amiga de la infancia de Sueharu que vive al lado de él, conocida como Kuro. Como la mayor de cuatro hermanas, tiende a cuidar de los demás y es socialmente adepta. Aunque desea la felicidad de Sueharu, también lo conoce mejor que nadie y no duda en usar eso a su favor. Al vivir al lado de Sueharu, Kuroha ha estado enamorada de él desde la infancia. Al final de la ceremonia del primer año escolar, Kuroha le confesó, pero fue rechazada ya que Sueharu se enamoró de Shirokusa Kachi. Ayuda a Sueharu a vengarse de Shirokusa, haciéndose pasar por su pareja para fingir que están saliendo. Pero, sin que Sueharu se de cuenta, Kuroha a la vez se está vengándose de él por haberla rechazado, cosa que lo consigue cuando Sueharu decide confesarse con ella en el Festival de la Confesión y esta lo rechaza frente a todos a pesar de que ella todavía lo ama, humillándolo. Aunque Kuro sabe que sus acciones están mal, aparentemente no se da cuenta de que esas acciones están lastimando a Sueharu y que algún día incluso pueden servir para alejarlo, dañando su relación en el proceso.
Shirokusa Kachi (可知 白草 Kachi Shirosuka?)
 Seiyū: Ayane Sakura (comercial de 2019 y 2020 y anime)
Una novelista galardonada y el primer amor de Sueharu, apodada por sus cercanos como Shiro. Ella es reconocida como una "belleza genial" en la escuela debido a su fama, comportamiento, inteligencia y apariencia. A pesar de ser fría y distante con la mayoría de sus compañeros masculinos, actúa amigablemente con Sueharu después de que él elogia su escritura. Se revela que Shiro y Sueharu se conocieron durante su infancia. Shiro era un gran admiradora de Sueharu, y después de conocerlo como regalo de cumpleaños, se hicieron amigos e hicieron la promesa de hacer una película juntos. Lamentablemente se distanciaron por su trabajo y tras la muerte de la madre de Sueharu, dejó de actuar. Creyendo que su promesa era falsa, Shiro decidió vengarse de él haciéndolo enamorarse de ella para rechazarlo, pero después de enterarse de la verdad, renunció a la venganza y confesó la verdad. En este momento, Sueharu ya se había enamorado de Kuro , confesándose a ella en lugar de a Shiro. Luego de que Kuro rechaza a Sueharu, Shiro decide hacer que se enamore de ella nuevamente, siempre intenta seducirlo.
Maria Momosaka (桃坂 真理愛 Momosaka Maria?)
 Seiyū: Saori Ōnishi (comercial de 2020 y anime)
Una famosa actriz conocida por protagonizar el exitoso drama The Ideal Little Sister. Sueharu fue asignado para ser su mentor cuando él era un actor infantil, a través del cual desarrollaron una relación de hermanos. Ella idolatra a Sueharu, por lo general llamándolo Onii-chan (hermano mayor) y celándolo ante los avances de Shiro y Kuro,  y anhela que vuelva a actuar.
Tetsuhiko Kai (甲斐 哲彦 Kai Tetsuhiko?)
 Seiyū: Nobunaga Shimazaki
Amigo cercano de Sueharu. Le gusta ver a Sueharu reaccionar ante varios eventos y, a menudo, organiza las cosas entre bastidores.
Reina Asagi (浅黄 玲菜 Asagi Reina?)
 Seiyū: Tomoyo Takayanagi
Una kouhai de la escuela de Sueharu y la media hermana de Tetsuhiko Kai. Es muy extrovertida y le gusta hacer cualquier trabajo a cambio de dinero, siempre y cuando no sea algo "sexual". A igual que su medio hermano, le gusta burlarse de Sueharu llamándolo "el peor" y "perdedor" frente a él, pero lo considera alguien interesante. Según Sueharu, tiene un "busto explosivo", incluso más grande que el de Shiro.
Midori Shida (志田 碧 Shida Midori?)
 Seiyū: Akane Fujita
La hermana menor de Kuroha y la segunda de las Cuatro Hermanas Shida, aunque físicamente la más alta de todas y tiene el busto más grande que sus hermanas. Debido a su lenguaje grosero y una personalidad violenta, Midori es objeto de burlas por parte de Sueharu por ser poco femenina. Ella se vuelve más violenta con él si se da cuenta de que la mira lascivamente en su pecho. Aun así, Midori siente algo por Sueharu.
Aoi Shida (志田 蒼依 Shida Aoi?)
 Seiyū: Miyuri Shimabukuro
Ella es la tercera de las Cuatro Hermanas Shida y la hermana gemela de Akane Shida. Aoi es una chica tímida y delicada. Ella es la más femenina entre las cuatro hermanas, con un hobby de costura y una pasión por las cosas dulces, la ropa linda y las muñecas. A igual que sus hermanas, Aoi desarrolló sentimientos por Sueharu.
Akane Shida (志田 朱音 Shida Akane?)
 Seiyū: Natsumi Hioka
Ella es la más joven de las Cuatro Hermanas Shida y la hermana gemela de Aoi Shida. A diferencia de su hermana gemela, Akane es de carácter serio y tranquilo, aunque no es buena en la interacción social. A igual que sus hermanas, Akane desarrolló sentimientos por Sueharu.
Shion Ohragi (大良儀 紫苑 Ōragi Shion?)
 Seiyū: Kaede Hondo
Estudiante de la escuela de Sueharu y doncella exclusiva de la mansión de Kachi. Shion tiene un gran ego, le gusta presumir usando palabras como "genio" y "perfecto". Tiende a mentir ya que veces es grosera. Tras ser abandonada por su madre y perder a su padre a causa de una enfermedad, Shion fue adoptada por el padre de Shirokusa, trabajando como sirvienta en la mansión de los Kachi. Debido a que vivió junto con Shirokusa como hermanas, Shion desarrolló sentimientos por ella. A pesar de estar agradecida con Sueharu ya que su amistad con Shiro la ayudó a regresar a la escuela, Shion está muy celosa de lo cercanos que son. Ella está dispuesta a hacer cualquier cosa para sabotear cualquier posibilidad de que se reúnan.

## Producción
Los nombres de los personajes son referencias a personajes de Fire Emblem: Maru, Shida, Kachi, Kai y Maria llevan el nombre de Marth, Sheeda, Catria, Cain y Maria respectivamente. Los nombres de los personajes femeninos incluyen colores: por ejemplo, Kuroha (lit. "pluma/ala negra"), Shirokusa (lit. "hierba blanca") y Momosaka (lit. "pendiente/colina rosa").

## Media

### Novela ligera
Osananajimi ga Zettai ni Makenai Love Comedy es escrito por Shūichi Nimaru e ilustrado por Ui Shigure, la editorial ASCII Media Works ha publicado 8 volúmenes bajo su imprenta Dengeki Bunko.
| Volúmenes de novelas ligeras publicadas | Volúmenes de novelas ligeras publicadas | Volúmenes de novelas ligeras publicadas                                            |
| Número                                  | Fecha de lanzamiento                    | ISBN                                                                               |
| --------------------------------------- | --------------------------------------- | ---------------------------------------------------------------------------------- |
| 1                                       | 8 de junio de 2019                      | ISBN 978-4-04-912524-5                                                             |
| 2                                       | 10 de octubre de 2019                   | ISBN 978-4-04-912582-9                                                             |
| 3                                       | 7 de febrero de 2020                    | ISBN 978-4-04-912899-4                                                             |
| 4                                       | 10 de junio de 2020                     | ISBN 978-4-04-913213-7                                                             |
| 5                                       | 10 de octubre de 2020                   | ISBN 978-4-04-913371-4                                                             |
| 6                                       | 22 de febrero de 2021                   | ISBN 978-4-04-913496-4 (edición regular) ISBN 978-4-04-913496-4 (edición especial) |
| 7                                       | 9 de abril de 2021                      | ISBN 978-4-04-913736-1                                                             |
| 8                                       | 10 de junio de 2021                     | ISBN 978-4-04-913737-8                                                             |
| 9                                       | 10 de febrero de 2022                   | ISBN 978-4-04-913902-0                                                             |
| 10                                      | 7 de octubre de 2022                    | ISBN 978-4-04-914227-3                                                             |

### Manga
Una adaptación a manga ilustrado por Ryō Itō se ha serializado en Gekkan Comic Alive desde el 27 de noviembre de 2019. Un manga spin-off ilustrado por Mutsumi Aoki titulado Osananajimi ga Zettai ni Makenai Love Come: Otonari no Yon-shimai ga Zettai ni Honobono suru Nichijō (幼なじみが絶対に負けないラブコメ お隣の四姉妹が絶対にほのぼのする日常 Osananajimi ga Zettai ni Makenai Rabu Kome Otonari no Yonshimai ga Zettai ni Honobono Suru Nichijō?, lit. Una comedia romántica en la que nunca entregare a mi amigo de la infancia: Las cuatro hermanas de al lado que absolutamente tienen una cálida vida cotidiana) comenzó a serializarse en la revista Gekkan Comic Alive de Media Factory el 27 de enero de 2021.

#### Osananajimi ga Zettai ni Makenai Love Comedy
| Volúmenes de manga publicados | Volúmenes de manga publicados | Volúmenes de manga publicados                                                      |
| Número                        | Fecha de lanzamiento          | ISBN                                                                               |
| ----------------------------- | ----------------------------- | ---------------------------------------------------------------------------------- |
| 1                             | 23 de mayo de 2020            | ISBN 978-4-04-064697-8                                                             |
| 2                             | 22 de febrero de 2021         | ISBN 978-4-04-680003-9 (edición regular) ISBN 978-4-04-680004-6 (edición especial) |
| 3                             | 23 de abril de 2021           | ISBN 978-4-04-680385-6                                                             |
| 4                             | 22 de noviembre de 2021       | ISBN 978-4-04-680870-7                                                             |
| 5                             | 21 de octubre de 2022         | ISBN 978-4-04-681769-3                                                             |

#### Osananajimi ga Zettai ni Makenai Love Come: Otonari no Yon-shimai ga Zettai ni Honobono suru Nichijō
| Volúmenes de manga publicados | Volúmenes de manga publicados | Volúmenes de manga publicados |
| Número                        | Fecha de lanzamiento          | ISBN                          |
| ----------------------------- | ----------------------------- | ----------------------------- |
| 1                             | 21 de mayo de 2021            | ISBN 978-4-04-680386-3        |
| 1                             | 22 de febrero de 2022         | ISBN 978-4-04-680869-1        |

### Anime
Se anunció una adaptación de la serie al anime el 3 de octubre de 2020. La serie será producida por el estudio Doga Kobo y dirigida por Takashi Naoya, quien también estará a cargo del diseño de los personajes, junto con Yoriko Tomita manejando la composición de la serie.
El anime Osamake: Romcom Where The Childhood Friend Won't Lose se estrenó el 14 de abril de 2021 en AT-X y otros canales. Riko Azuna interpretará el tema de apertura de la serie "Chance! & Revenge!", mientras que Inori Minase y Ayane Sakura interpretarán el tema de cierre de la serie "Senryakuteki de Yosō Funō na Love Comedy no Ending Tema Kyoku" (戦略的で予測不能なラブコメディのエンディング曲 lit. Una canción temática final para una comedia romántica tácticamente impredecible?). Crunchyroll obtuvo la licencia de la serie fuera de Asia. Muse Communication ha obtenido la licencia de la serie en el sudeste asiático y el sur de Asia, y la transmitirá en su canal de YouTube Muse Asia y Bilibili.

#### Lista de episodios
| N.º | Título | Dirigido por              | Escrito por   | Fecha de emisión original |
| --- | --- | ------------------------- | ------------- | ------------------------- |
| 1   | «La comedia romántica donde la amiga de la infancia nunca pierde» Transcripción: «Osananajimi ga Zettai ni Makenai Rabu Kome» (en japonés: 幼なじみが絶対に負けないラブコメ)                               | Matsuo Asami              | Yoriko Tomita | 14 de abril de 2021       |
| 2   | «Él, ella y las circunstancias de ella» Transcripción: «Kare to Kanojo to Kanojo no Jijō» (en japonés: 彼と彼女と彼女の事情)                                                                               | Sung Min Kim              | Yoriko Tomita | 21 de abril de 2021       |
| 3   | «He completado mi venganza contra mi primer amor» Transcripción: «Ga, Hatsukoi Fukushū Kanryō su» (en japonés: 我、初恋復讐完了す)                                                                         | Akane Ōzora Takashi Naoya | Yoriko Tomita | 28 de abril de 2021       |
| 4   | «María Momosaka ataca» Transcripción: «Momosaka Maria Shūrai» (en japonés: 桃坂真理愛襲来) | Yoshiyuki Shirahata       | Ayumu Hisao   | 5 de mayo de 2021         |
| 5   | «La chica que saltaba a través de los recuerdos / La trampa de las salchichas de pulpo» Transcripción: «Kioku Kakeru Shōjo / Tako-san Winnā no Wana» (en japonés: 記憶カケル少女 / タコさんウインナーの罠) | Matsuo Asami              | Ayumu Hisao   | 12 de mayo de 2021        |
| 6   | «El que ríe el último» Transcripción: «Saigo ni Warau Mono» (en japonés: 最後に笑う者) | Matsuo Asami              | Seiko Takagi  | 19 de mayo de 2021        |
| 7   | «¡Ya sé, vamos a Okinawa!» Transcripción: «Sō da, Okinawa e Ikō!» (en japonés: そうだ、沖縄へ行こう！) | Sung Min Kim              | Yoriko Tomita | 26 de mayo de 2021        |
| 8   | «Shirokusa contraataca» Transcripción: «Gyakushū no Shirokusa» (en japonés: 逆襲の白草) | Matsuo Asami              | Seiko Takagi  | 2 de junio de 2021        |
| 9   | «S.O.S. en el paraíso» Transcripción: «Paradaisu Esu Ō Esu» (en japonés: パラダイスSOS) | Shōgo Arai                | Ayumu Hisao   | 9 de junio de 2021        |
| 10  | «Reunión secreta entre señoritas» Transcripción: «Otome-tachi no Mitsudan» (en japonés: 乙女たちの密談) | Matsuo Asami Sung Min Kim | Yoriko Tomita | 16 de junio de 2021       |
| 11  | «Atrapa a mi yo de aquel día» Transcripción: «Ano Hi no Watashi o Tsukamaete» (en japonés: あの日のわたしをつかまえて)                                                                                     | Sung Min Kim              | Ayumu Hisao   | 23 de junio de 2021       |
| 12  | «Noviamiga de la infancia» Transcripción: «Osa Kano» (en japonés: おさかの) | Takashi Naoya             | Yoriko Tomita | 30 de junio de 2021       |

## Recepción
El total acumulado de copias vendidas de la serie ha superado las trescientas mil en junio de 2020.